# Port de Talmont
Le port de Talmont est un port de pêche situé dans la partie sud de la presqu'île de Talmont-sur-Gironde, sur la rive droite de l'estuaire de la Gironde, dans le département de la Charente-Maritime et la région Nouvelle-Aquitaine.

## Histoire
La bastide de Talmont est fondée en 1284 par Édouard Ier, roi d'Angleterre et duc d'Aquitaine, sur un petit promontoire s'avançant dans l'estuaire de la Gironde, entre la baie de Talmont et l'anse du Caillaud. Tirant parti d'un site stratégique, elle est une place forte redoutable, ceinte de remparts et dotée d'un « fort chasteau » représenté, notamment, sur une gravure de Chastillon (1604). Loin d'être aussi important que celui de Royan, le port de Talmont est à cette époque avant tout un port de pêche, mais aussi de commerce, entretenant des relations avec la Nouvelle-France. Les murs de certaines maisons, reconstruites après l'occupation de la cité par les Espagnols en 1652, témoignent de ces échanges : nombre d'entre eux sont constitués de pierres de lest, embarquées sur les navires du nord de l'Europe ou du Nouveau-monde afin de maintenir l'équilibre de leur flottaison, puis déchargées à leur arrivée au port, où les habitants les réemploient. 
En 1630, le cardinal de Richelieu envisage d'agrandir le port et le creusement d'un canal Seudre-Gironde entre le port de Ribérou, dans sa baronnie de Saujon, et l'anse du Caillaud. Ce projet, évoqué de nombreuses fois sous l'Ancien régime, ne sera finalement jamais mis à exécution. Au milieu du XIXe siècle, à l'instar de nombre de petits ports des environs (port des Monards, Port-Maubert, etc.), celui de Talmont est modernisé, et prend sa configuration actuelle. 
Pendant la Première Guerre mondiale, les Américains, débarqués dans un premier temps à la pointe de Grave, envisagent sérieusement la création d'un grand port en eaux profondes à Talmont. Une partie des falaises du Caillaud est dynamitée, mais ce projet n'a pas le temps d'aboutir du fait de la signature de l'armistice. Après-guerre, des investisseurs relancent cette idée, caressant l'idée que Talmont devienne l'avant-port de Bordeaux. L'ingénieur Alexandre, architecte du phare de la Coubre, dessine un plan de grand port de mer entourant littéralement le petit village, transformé en îlot. Gaston Balande, conservateur des Beaux-Arts, se fait l'avocat du projet et décrit avec transport sa vision du futur de Talmont : « de larges quais doivent surgir avec des canaux intérieurs et leurs écluses, coupant du continent le petit village dont le rocher ne sera plus que le piédestal de la ravissante église romane. Des grues gigantesques, des élévateurs à grain, des frigorifiques cubiques et massifs, des cylindriques tanks à mazout, des hangars à marchandises, des dépôts de charbon, s'élèveront là où l'œil ne découvrait que la perspective ondulante des prairies verdoyantes ». 
Heureusement pour Talmont, c'est finalement le site du Verdon qui sera retenu comme avant-port de Bordeaux. Pour autant, en 1972 encore, un cabinet immobilier bordelais envisage la création d'une marina de 540 anneaux dans l'anse du Caillaud, avec force commerces et résidences de standing. Il aura fallu la mobilisation d'une partie des habitants, une tribune dans Le Figaro et la constitution d'une association (Les amis de Talmont) pour stopper ce projet. Le grand port projeté sera finalement construit sur la rive opposée, trente ans plus tard, au Verdon : Port-Médoc.

## Présentation
Le port de Talmont, fort modeste, a gardé sa configuration du XIXe siècle. Point de grues ou de cuves à mazout, mais un simple chenal d'environ 200 mètres, où stationne une flottille d'une vingtaine de bateaux de pêche (yoles, filadières...). On appareilla jusqu'en 1982 pour la pêche à l'esturgeon (appelé creac en saintongeais et en occitan), qui fournissait un caviar très prisé des amateurs, comparé même à ceux produits en Iran ou en Union soviétique. La surpêche a cependant eu raison de cette activité, et la pêche à l'esturgeon est aujourd'hui interdite. On produit toujours du caviar dans la région, mais issu de fermes aquacoles (caviar de Gironde ou caviar d'Aquitaine). De nos jours, on pêche surtout le maigre, la lamproie ou la pibale, alevin d'anguille au goût très fin. Ce mets se faisant de plus en plus rare, il est généralement très cher.